# Renault 18/22 CV

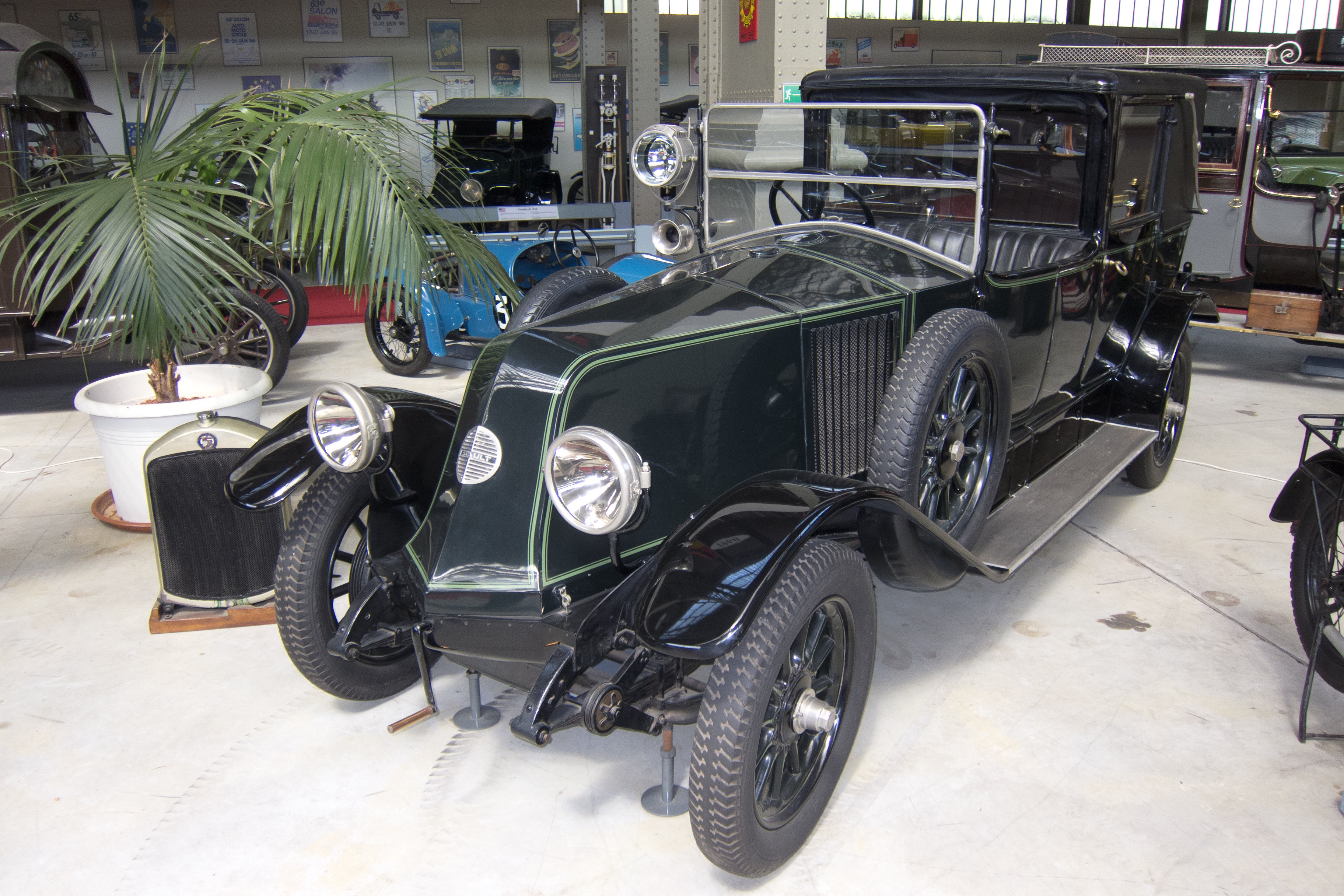
Renault Type MG

Der Renault 18/22 CV war eine Pkw-Modellreihe des französischen Automobilherstellers Renault aus der Zeit vor dem Zweiten Weltkrieg. Dabei stand das CV für die Steuer-PS. Zu dieser Modellreihe gehörten:
- Renault Type LZ (1924–1926)
- Renault Type MG (1923–1926)
- Renault Type PI (1926)
- Renault Type PZ (1926–1928)